# Liste der Bodendenkmale in Seelze
In der Liste der Bodendenkmale in Seelze sind die Bodendenkmale der niedersächsischen Gemeinde Seelze aufgeführt. Die Quelle ist der Denkmalatlas Niedersachsen. 

Seelze in der Region Hannover

Der Stand der Liste ist der 21. Januar 2025.

## Allgemein
In den Spalten finden sich folgende Informationen des Bodendenkmales:
| Lage         | geographische Koordinaten                                                           |
| Bezeichnung  | Bezeichnung lt. Denkmalatlas                                                        |
| Beschreibung | Beschreibung lt. Denkmalatlas                                                       |
| ID           | Objekt-ID                                                                           |
| Bild         | Bild, ggf. zusätzlich mit Link zu weiteren Fotos im Medienarchiv Wikimedia Commons. |

## Gümmer
| Lage                       | Bezeichnung             | Beschreibung | ID       | Bild |
| -------------------------- | ----------------------- | --- | -------- | ---- |
| 52° 24′ 58″ N, 9° 31′ 0″ O | Gümmer 1, Wölbackerbeet | Insgesamt 47 Ackerbeete in NNO-SSW-Orientierung. Br. jeweils 9 m; H. ca. 0,3 m; Gesamtbr. ca. 450 m; L. 170 – 200 m. Sehr gut erhalten. | 28971642 | BW   |

## Kirchwehren

### Kirchwehren 1
- ID:28972992
- 6 Hügel, Dm. ca. 12 – 25 m; H. ca. 0,6 – 1,2 m. Ursprünglich wohl 3 weitere vorhanden, diese sind aber nicht mehr erkennbar.

| Lage                        | Bezeichnung   | Beschreibung | ID       | Bild |
| --------------------------- | ------------- | --- | -------- | ---- |
| 52° 21′ 38″ N, 9° 35′ 19″ O | Kirchwehren 1 | Durchmesser ca. 20 m und Höhe ca. 1 m. Ungestört.                                                                          | 28971638 | BW   |
| 52° 21′ 40″ N, 9° 35′ 19″ O | Kirchwehren 2 | Durchmesser ca. 15 m und Höhe ca. 1 m. Ungestört.                                                                          | 28971644 | BW   |
| 52° 21′ 38″ N, 9° 35′ 17″ O | Kirchwehren 3 | Durchmesser ca. 20 m und Höhe ca. 1,2 m. In westl. Hälfte alter Kopfstich, N-S 1,2 m, O-W ca. 2,5 m; 0,8 – 1 m.            | 28971643 | BW   |
| 52° 21′ 39″ N, 9° 35′ 16″ O | Kirchwehren 4 | Durchmesser ca. 16 m und Höhe ca. 0,9 m.                                                                                   | 28971645 | BW   |
| 52° 21′ 40″ N, 9° 35′ 14″ O | Kirchwehren 5 | Durchmesser ca. 12 m und Höhe ca. 0,6 m. Zur Pflanzung von Buchen überpflügt. Am westl. Hügelfuß verläuft ein Trampelpfad. | 28971646 | BW   |
| 52° 21′ 40″ N, 9° 35′ 12″ O | Kirchwehren 6 | Durchmesser ca. 25 m und Höhe ca. 0,9 m.                                                                                   | 28971647 | BW   |

### Einzelne Bodendenkmale
| Lage                        | Bezeichnung                   | Beschreibung | ID       | Bild |
| --------------------------- | ----------------------------- | --- | -------- | ---- |
| 52° 21′ 11″ N, 9° 34′ 18″ O | Kirchwehren 7, Grabhügel      | Durchmesser ca. 15 m und Höhe ca. 0,8 m. zur Bepflanzung überpflügt, alter Kopfstich, Dm. ca. 2 m; T. 0,7 m. | 28972993 |      |
| 52° 21′ 28″ N, 9° 34′ 49″ O | Kirchwehren 8, Grabhügel      | Durchmesser ca. 20 m und Höhe ca. 1 m. zur Bepflanzung überpflügt, über südl. Hälfte verläuft ein Waldweg. | 28971649 | BW   |
| 52° 21′ 30″ N, 9° 34′ 48″ O | Kirchwehren 9, Grabhügel      | Durchmesser ca. 20 m und Höhe ca. 0,7 m. zur Bepflanzung überpflügt. | 28971651 | BW   |
| 52° 21′ 32″ N, 9° 34′ 51″ O | Kirchwehren 10, Grabhügel     | Durchmesser ca. 18 m und Höhe ca. 0,6 m. Alter Kopfstich, 3 × 3 m, 0,3 – 0,5 m tief. | 28971650 | BW   |
| 52° 21′ 28″ N, 9° 34′ 9″ O  | Kirchwehren 11, Wölbackerbeet | Wölbackerfeld von ca. 360 × 160 m Ausdehnung über zwei Forstabteilungen. Im West-Teil: im nördl. Teil des Wölbäckerfeldes verlaufen die ersten Beete in O-W-Richtung, im südl. Teil in N-S-Richtung. Im Durchschnitt eine Breite von 8 – 10 m, Höhe beträgt von Sohle bis zur Kuppe gemessen ca. 0,6 – 0,8 m. Im O-Teil verlaufen die Beete in Nord-Süd-Richtung, Maße vergleichbar. An der Süd- und Ost-Seite zeichnet sich noch deutlich ein Einhegungswallgraben ab. Die Wölbäcker sind gut erkennbar. | 28971652 |      |
| 52° 21′ 23″ N, 9° 35′ 11″ O | Kirchwehren 16                | Grenzgraben/-wall. Grenze Northen/Kirchwehren (bis 1974 Landkreis Hannover/Landkreis Neustadt a. Rbge) | 28973617 |      |

## Velber
| Lage                        | Bezeichnung         | Beschreibung                                                  | ID       | Bild |
| --------------------------- | ------------------- | ------------------------------------------------------------- | -------- | ---- |
| 52° 21′ 48″ N, 9° 38′ 28″ O | Velber 1, Grabhügel | Durchmesser ca. 12 m und Höhe ca. 1 m. Bereits 1926 gemeldet. | 28971653 | BW   |